# 真クマムシ綱
真クマムシ綱（しんクマムシこう、Eutardigrade）は、体前端に突起を持たない緩歩動物門の綱である。元々淡水に生息するが、海中での生息能を獲得した種(Halobiotus属)もある。クリプトビオシスにより、多くの種は非常に乾燥した環境でも生き延びることができる。700種以上が記載されている。
遠爪目(Apochela)は、オニクマムシ科(Milnesiidae)の1科のみで、オニクマムシ属(Milnesium)とLimmeniusの2属から構成される。オニクマムシ(Milnesium tardigradum)は世界中で見られ、クマムシとしては最大の1.4mm程度まで大きくなる。似たような外見を持つ種が白亜紀のコハクの中からも発見されている。口が大きく開くため、ワムシやより大きな原生生物を食べることができる。真クマムシ綱には、この他に近爪目(Parachaela)がある。